# Blaindorf
Blaindorf  är en ort i  kommunen Feistritztal i Österrike. Den ligger i distriktet Hartberg-Fürstenfeld i förbundslandet Steiermark.
Blaindorf var tidigare en självständig kommun, men blev den 1 januari 2015 en del av den nybildade kommunen Feistritztal.  Kommunen bestod av tre orter (Ortschaften) (inom parentes invånarantal 1 januari 2024):
- Blaindorf (298)
- Hofing (160)
- Illensdorf (219)